# Józef Gruszka (1947–2020)
Józef Zbigniew Gruszka (ur. 16 marca 1947 w Kwiatkowie, zm. 7 czerwca 2020 w Ostrowie Wielkopolskim) – polski polityk, poseł na Sejm II, III i IV kadencji w latach 1993–2005.

## Życiorys
Ukończył Państwowe Technikum Rolnicze, miał wykształcenie średnie zawodowe. W latach 1984–1993 prowadził własne gospodarstwo rolne, wcześniej był pracownikiem w Gminnych Spółdzielniach „Samopomoc Chłopska” oraz kierownikiem biura oddziału Krajowego Związku Rolników, Kółek i Organizacji Rolniczych.
W 1972 wstąpił do Zjednoczonego Stronnictwa Ludowego. Był wiceprezesem, a potem prezesem zarządu wojewódzkiego Polskiego Stronnictwa Ludowego w Kaliszu. W 1993 i 1997 uzyskiwał mandat poselski z listy tej partii. Był radnym sejmiku wielkopolskiego I kadencji i jego przewodniczącym (do 2001). W wyborach parlamentarnych w 2001 po raz trzeci został wybrany posłem na Sejm, kandydując w okręgu kaliskim i otrzymując 10 619 głosów.
W Sejmie IV kadencji był członkiem Komisji do spraw Służb Specjalnych oraz Komisji Finansów Publicznych. W tym okresie kontrowersje wzbudził fakt aresztowania jednego z jego asystentów społecznych pod zarzutem szpiegostwa (asystent został uniewinniony w kwietniu 2007). W 2004 bez powodzenia kandydował do Parlamentu Europejskiego. Od lipca 2004 do kwietnia 2005 pełnił funkcję przewodniczącego komisji śledczej ds. Orlenu.
10 kwietnia 2005 doznał udaru mózgu. Tego samego dnia przeszedł operację neurochirurgiczną na Oddziale Neurochirurgicznym Wojewódzkiego Szpitala Zespolonego im. Ludwika Perzyny w Kaliszu. Po wybudzeniu ze śpiączki farmakologicznej, do marca 2006 przechodził rehabilitację w szpitalach w Bydgoszczy i Tarnowskich Górach.
Sprawa nagłego pogorszenia się stanu zdrowia posła w trakcie kierowania komisją była badana przez prokuratora, który uznał, że udar mózgu wynikał z naturalnych zmian chorobowych, związanych m.in. z nadciśnieniem.
Zmarł 7 czerwca 2020 w szpitalu w Ostrowie Wielkopolskim. 10 czerwca został pochowany na cmentarzu w Ociążu. W uroczystościach pogrzebowych udział wzięli m.in. prezes PSL Władysław Kosiniak-Kamysz, były przewodniczący partii Waldemar Pawlak, wicemarszałek Sejmu Piotr Zgorzelski, który odczytał list od marszałek Elżbiety Witek, a także Roman Giertych.

## Odznaczenia
Pośmiertnie odznaczony przez prezydenta RP Andrzeja Dudę Krzyżem Komandorskim Orderu Odrodzenia Polski (2020).

## Życie prywatne
Był żonaty z Haliną, z którą miał trzy córki: Barbarę, Marię i Karolinę.